# Werner Weber (Radsportler, 1926)

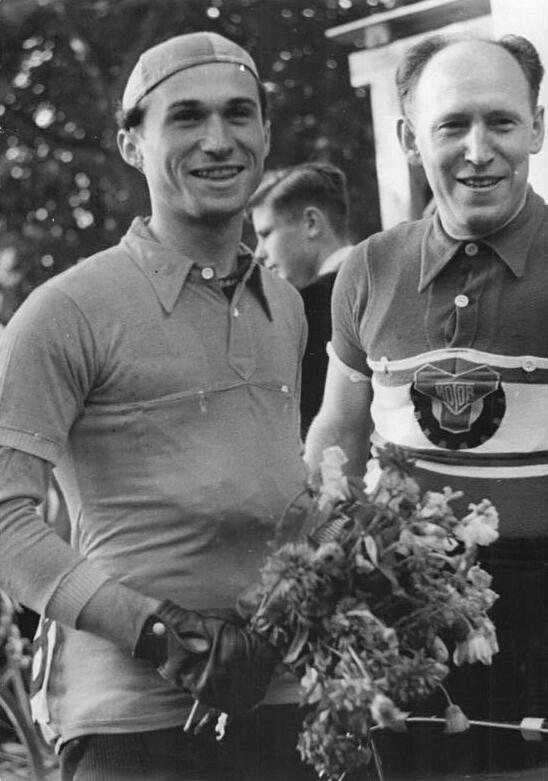
Werner Weber als Etappensieger der Friedensfahrt der Nationen 1951 in Stralsund

Werner Weber (* 4. April 1926 in Chemnitz; † 2022) war ein deutscher Radrennfahrer und nationaler Meister im Radsport, der als Straßenfahrer in der DDR aktiv war.

## Sportliche Laufbahn
Weber war im Straßenradsport aktiv. Er begann mit dem Radsport 1941 in Chemnitz und errang bis 1944 35 Siege in Jugendrennen. Im vorletzten Jahr des Zweiten Weltkrieges wurde er eingezogen, geriet in Kriegsgefangenschaft und kehrte von dort erst 1949 zurück. 1950 nahm er das Radsporttraining wieder auf. Weber gehörte der Gemeinschaft BSG Astra Chemnitz an, in deren Trikot er 1950 die Sächsische Landesmeisterschaft gewann. Ein Jahr später wechselte er zu BSG Wismut Karl-Marx-Stadt. Mit der Wismut-Mannschaft wurde er zweimal DDR-Meister im Mannschaftszeitfahren, 1951 mit Fichtner, Funke, Lothar Meister I, Siegel und Türke und 1952 mit Funke, Heymann, Lothar Meister I, Siegel und Bernhard Trefflich.
Weber nahm 1951 an der Internationalen Friedensfahrt teil. Nach Sturzpech und Materialschäden auf den ersten Etappen fiel er im Klassement zurück und beendete die Rundfahrt als 41.
Sein bedeutendster Erfolg neben den nationalen Meistertiteln war sein Sieg auf der ersten Etappe der DDR-Rundfahrt 1951 von Berlin nach Stralsund vor dem endschnellen Rudi Kirchhoff. Durch den Sieg sicherte er sich auch das gelbe Trikot des Gesamtführenden. Zwei weitere Male trug er Etappensiege davon, in dem er die dritte und sechste Etappe der DDR-Rundfahrt 1950 jeweils im Sprint für sich entscheiden konnte. An der DDR-Rundfahrt nahm er insgesamt fünfmal für seine Gemeinschaft bzw. die Auswahl Sachsens teil. Der 10. Platz 1951 und er 11. Platz 1950 waren seine besten Ergebnisse in der Gesamtwertung.
Weitere Siege errang der spurtschnelle Weber vor allem in Rundstreckenrennen. Er beendete seine Laufbahn Ende 1959.

## Beruf und Familie
Weber war Kfz-Schlosser von Beruf. Er arbeitete in einer Werkstatt für Kfz-Pflege, die er in späteren Jahren als Inhaber übernahm. 1955 siedelte er nach Schönau über. Sein Spitzname unter Rennfahrern war „Wabe“. Im August 1954 wurde sein erstes Kind geboren, er erfuhr von der erfolgreichen Entbindung direkt nach der Zielankunft der DDR-Rundfahrt in Halle. Nach seiner aktiven Rennfahrerkarriere war er noch als Kampfrichter bei Radrennen tätig.